# Roel Dieltiens
Roel Dieltiens, né à Anvers en 1957, est un violoncelliste et compositeur belge. Dieltiens joue également le violoncelle baroque et moderne. 

## Biographie

### Formation
Dieltiens grandi dans l'environnement d'une famille de musiciens et d'abord étudie le piano. À quinze ans, alors qu'il était sur le point d'abandonner la musique, son frère aîné l'encourage à essayer le violoncelle. Il tombe amoureux immédiatement de l'instrument et trois ans plus tard, il remporte le premier prix au Conservatoire royal flamand d'Anvers.
Dieltiens poursuit ses études à la Chapelle musicale Reine Élisabeth de Waterloo. Il étudie aussi avec André Messens à Anvers, avec André Navarra à Detmold, en Allemagne et avec Pierre Fournier à Genève. Il reçoit un diplôme de l'Académie pour solistes de Wolfenbüttel (Allemagne) et un diplôme d'honneur de l'Accademia Chigiana de Sienne en Italie

### Centre d'intérêts
Dieltiens joue avec le violoniste André Gertler, le clarinettiste Walter Boeykens et le contre-ténor et chef d'orchestre de René Jacobs, devenant le dernier violoncelliste régulier de continuo. 
Plusieurs compositeurs contemporains, dont Luc van Hove et William Bolcom, lui demandent d'assurer la création de leurs œuvres. Il collabore également avec Victor Legley et Jacqueline Fontyn.
Dieltiens joue et enregistre en tant que membre de l'ensemble de musique de chambre, Explorations et joue également avec l'ensemble hongrois de musique ethnique, Muzsikás.
Depuis 2010, Roel Dieltiens joue en trio avec Andreas Staier au pianoforte et Daniel Sepec au violon.

### Compositeur de ballets
Avec le chorégraphe Alain Platel des Ballets C de la B (anciennement appelé « Les Ballets Contemporains de la Belgique »), Dieltiens créer Iets (iets), op Bach. Iets op Bach, qui se traduit librement comme « Un petit quelque chose sur Bach »,, gagne un Time Out Live Award à Londres, en 1998 et un prix Masque d'Or pour une production étrangère, en 1999. 
Dieltiens poursuit son association avec Les Ballets C de la B, jouant un « accompagnement fabuleusement étrange et discordants » pour Rien de Rien, des Les Ballets C de la B, en 2001.

### Enseignement
Dieltiens enseigne à l'école supérieure de musique de la Hochschule für Musik und Theater de Zurich. Dieltiens est fréquemment invité à siéger comme membre de jury, dans des concours tels que le Concours International Johann Sebastian Bach à Leipzig et le Concours Tchaikowski à Moscou.

## Récompenses
Les autres prix que remportent Dieltiens, comprennent un Diapason d'or, pour les concertos de Vivadi, un « 10 » de Classica pour son disque Mendelssohn et un prix Caecilia en Belgique, pour les Suites pour violoncelle de Bach.

## Discographie
Roel Dieltiens a enregistré pour les labels discographiques Accent, Etceteara, Eufoda, Harmonia Mundi, Ricercar, MDG, Naxos et Terpsichore. 
- Brahms, trio op. 114 - Walter Boeykens, clarinette ; Jean-Claude Vanden Eynden, piano ; Roel Dieltiens, violoncelle (1989, Ricercar) 369130590
- Martinů, Trois sonates pour violoncelle et piano - Robert Groslot, piano (1990, Accent)
- Musique italienne pour violoncelle : Domenico Gabrielli, Benedetto Marcello, Giovanni Bononcini, Alessandro Scarlatti, Willem de Fesch - Roel Dieltiens, violoncelle ; Richte van der Meer, violoncelle ; Konrad Junghänel, théorbe ; Robert Kohnen, clavecin (septembre 1990, Accent) (OCLC 753125949)
- Messiaen, Quatuor pour la fin du Temps - Ensemble Walter Boeykens ; Marjeta Korosek, violon ; Walter Boeykens, clarinette ; Roel Dieltiens, violoncelle ; Robert Groslot, piano (1990, Harmonia Mundi) (OCLC 799710628)
- Bach, Suites pour violoncelle seul (14-16 janvier 1991, Accent ACC 9171/72) (OCLC 875295886)
- Vivaldi et Geminiani, Sonates pour violoncelle et basse continue - Richte van der Meer, violoncelle continuo ; Anthony Woodrow, contrebasse ; Robert Kohnen, orgue et clavecin (novembre 1991, Accent 9181) (OCLC 261133455)
- Vivaldi, Sonates pour violoncelle -  Roel Dieltiens, violoncelle ; Richte van der Meer, violoncelle ; Anthony Woodrow, contrebasse ; Robert Kohnen, orgue et clavecin (1991, Accent ACC 9181) (OCLC 221455375)
- Boccherini, Sextuors à cordes, op. 23 n° 1, 2, 5 - Ensemble 415, dir. Chiara Banchini et Enrico Gatti, violons ; Emilio Moreno et Wim ten Have, altos ; Roel Dieltiens et Käthi Gohl, violoncelles (mars 1993, Harmonia Mundi) (OCLC 800936174)
- Zoltán Kodály, Duo pour violon et violoncelle, op. 7 ; Sonate pour violoncelle, op. 8 - Roel Dieltiens, violoncelle ; Sergiu Luca, violon (25-27 mars 1995, Harmonia Mundi) (OCLC 906568626)
- Vivaldi, Concertos pour violoncelle - Christine Busch, violon ; Roel Dieltiens, violoncelle ; Richte Van der Meer, violoncelle ; Ensemble Explorations (novembre 1997, Harmonia Mundi HMC901655) (OCLC 742729755 et 857679892)
- Mozart, Quatuors avec flûte - Konrad Hünteler, flûte ; Rainer Kussmaul, violon ; Jürgen Kussmaul, alto ; Roel Dieltiens, violoncelle (1999, MDG 311 0966-2) (OCLC 231891310)
- Vivaldi, Concertos pour violoncelle vol. 2 - Ensemble Explorations, dir. Roel Dieltiens et violoncelle ; Christine Busch, violon ; Richte Van der Meer, violoncelle (mars 2001, Harmonia Mundi HMC901745) (OCLC 742672524 et 857679892)
- Franchomme, Le violoncelle virtuose - Ensemble Explorations, dir. Roel Dieltiens et violoncelle (2002, Harmonia Mundi HMA1951610) (OCLC 743138900)
- Boccherini, Quintettes avec deux violoncelles - Ensemble Explorations (2007, Harmonia Mundi HMC901894)
- Bach, Suites pour violoncelle seul (2009, Et'cetera KTC1403)
- Vivaldi, Sonates pour violoncelle - Ensemble Explorations (2009, Etcetera KTC4035)
- Tartini, Concertos - Enrico Gatti, violon ; Ensemble 415, dir. Chiara Banchini (1995, Harmonia Mundi HMA1951548) (OCLC 780952898)
- Mendelssohn, Variations concertantes op. 17, Romance sans paroles op. 109, Albumblatt - Ensemble Explorations, Frank Braley, piano (août 2004, Harmonia Mundi) (OCLC 658944999)
- Rossini, Une larme - Ensemble Explorations, dir. Roel Dieltiens et violoncelle (2013, Harmonia Mundi HMA1951847) 781304627
- Schubert, Trios avec piano - Andreas Staier, fortepiano ; Daniel Sepec, violon ; Roel Dieltiens, violoncelle (15-18/20-22 juin 2015, 2CD Harmonia Mundi) (OCLC 958805601)